# Kazuya Maekawa
Kazuya Maekawa (前川 和也, Maekawa Kazuya) est un footballeur japonais né le 22 mars 1968 dans la préfecture de Nagasaki au Japon.